# Peter Lütkens der Ältere
Peter Lütkens (* 1603 in Hamburg; † 28. Mai 1670 in Wien) war deutscher Jurist, Diplomat, Ratsherr und Bürgermeister.

## Herkunft und Familie
Lütkens war ein Sohn des Hamburger Kaufmanns Lucas Lütkens († 1616) und dessen Ehefrau Catharina Moller, Tochter des Kirchgeschworenen an Sankt Nikolai Diedrich Moller vom Baum.
Der Hamburger Oberalte im Kirchspiel Sankt Katharinen Johann Lütkens (1597–1652) war sein Bruder.
Lütkens war zweimal verheiratet. Seine erste Ehe ging er am 25. September 1634 mit Cäcilie von Spreckelsen († 1651), Tochter des Oberalten und Ratsherrn Peter von Spreckelsen († 1630), ein. Aus dieser Ehe stammt der gleichnamige Sohn und spätere Bürgermeister Peter Lütkens (1636–1717) und die Tochter Anna Maria Lütkens († 1712), die 1662 den Ratsherrn Vincent Rumpff (1637–1682) heiratete. In zweiter Ehe heiratete Lütkens am 7. März 1652 Anna Elisabeth Langermann, Tochter von Gerhard Langermann (1603–1646). Aus dieser zweiten Ehe stammt der Hamburger Advokat Gerhard Lütkens (1659–1697).

## Leben und Wirken
In Hamburg geboren, studierte Lütkens nach seiner Schulbildung Jurisprudenz an der Universität Rostock und später an der Universität Basel. Hier schloss er 1632 sein Studium als Lizenziat der Rechte ab.
Nach seinem Studium kehrte er zurück nach Hamburg und wurde dort im Jahr 1641 zum Ratsherrn gewählt. Im Jahr 1642 reiste er als Gesandter mit Bürgermeister Ulrich Winckel (1575–1649) zu König Karl I. von England nach London. Im folgenden Jahr reiste er mit Bürgermeister Winckel und dem Ratsherrn Henning Matthiessen (1585–1646) nach Itzehoe und verhandelte hier mit König Christian IV. von Dänemark erfolgreich über die Abschaffung des Elbzolls. Im Jahr 1644 wurde Lütkens zusammen mit dem Ratssyndicus und späteren Bürgermeister Broderus Pauli (1598–1680) zu dem kaiserlichen Feldherrn Graf Gallas nach Holstein geschickt. Sie überreichten diesem Geschenke in der Hoffnung, dass dieser mit seinen Truppen während des Feldzugs gegen Schweden das Hamburger Gebiet verschonen würde.
Im Jahr 1646 wurde Lütkens Prätor und 1650 als Colonellherr Chef der Bürgerwehr im Kirchspiel Sankt Katharinen.
Am 24. Februar 1654 wurde Lütkens zum Bürgermeister gewählt. Noch im selben Jahr reiste er mit Ratssyndicus Pauli und dem Ratsherrn Georg vam Holte (1606–1673) zu König Friedrich III. von Dänemark nach Rendsburg um einen Vergleich mit Dänemark abzuschließen. Diese Gesandtschaft blieb allerdings ohne Erfolg. Im Jahr 1655 reiste dieselbe Gesandtschaft mit dem Ratsherrn Hieronymus Frese († 1662) und dem Ratssekretär Hinrich Schrötteringk (1611–1686) erneut nach Rendsburg, waren aber ebenso erfolglos.
Wegen der Ratswahl im Jahr 1663 entstand ein Streit, da es Bestechungen gegeben haben soll. Die Oberalten und Diakone der damals noch vier Kirchspiele sowie vier weitere Rechtsgelehrte sollten diese Sache aufklären. Am 19. Februar 1666 beantragte die Hamburgische Bürgerschaft die Suspension des Bürgermeisters Lütkens, da er große Geschenke im Zuge der Wahl angenommen haben soll. Der Rat ließ hierauf Lütkens die Schlüssel und Siegel abnehmen. Lütkens reiste daraufhin mit seiner Familie nach Speyer und brachte die Sache vor das dortige Reichskammergericht. Am 18. September 1667 bot der Hamburger Rat an, dass Lütkens um seine Entlassung ansuchen könne. Lütkens willigte ein, forderte aber am 4. Mai 1668, dass aus dem Text die Worte „frei und willkürlich“ gestrichen werden. Die Bürgerschaft wollte aber vermeiden, dass Lütkens gegen seinen Rücktritt Revision einlegen könnte, und beschloss am 6. Mai 1668, dass Lütkens binnen vier Wochen zurücktreten müsse. Der Rat stellte sich aber gegen diesen Beschluss. Da Lütkens zwei Jahre später auf einer Reise in Wien starb, wurde diese Sache nicht vollends zu Ende geführt. Im Windischgrätzer-Rezess vom Jahr 1674 wurde erst festgelegt, dass keiner, und im Speziellen auch nicht Lütkens Erben, Anspruch auf Schadensersatz für vor dem 28. Mai 1673 anhängenden Streitigkeiten hat.

## Schriften (Auswahl)
- Exegesis Synoptica Enchiridii Pomponiani in l. 2. ff. de origine Iuris. Johann Richels Erben, Rostock 1627.
- Disputatio inauguralis de jure liberorum, quatenus liberi sunt. Johann Jacob Genath, Basel 1632.